# Elmira (New York)
Elmira ist eine Stadt im Chemung County und dessen Verwaltungssitz im Bundesstaat New York in den Vereinigten Staaten. Das U.S. Census Bureau ermittelte bei der Volkszählung 2020 eine Einwohnerzahl von 26.523.
Elmira befindet sich im zentralen Süden des Staates New York unweit von der Grenze zum Bundesstaat Pennsylvania.
Das 1855 eröffnete Elmira College war die erste Hochschule in den Vereinigten Staaten, die Frauen vollwertige Bachelor-Abschlüsse anbot.
Auf dem westlich der Stadt gelegenen Harris Hill ist das National Soaring Museum, das sich der Geschichte des Segelflugs widmet.
Dort befindet sich auch ein Hochsicherheitsgefängnis (Elmira Correctional Facility).

## Geschichte
Das Gebiet wurde schon vor Ankunft der ersten Europäer seit langem durch Ureinwohner – zuletzt die Cayuga vom Volk der Irokesen – besiedelt. Während des Amerikanischen Unabhängigkeitskrieges kämpfte die Kontinentalarmee (Sullivan-Expedition) in diesem Gebiet gegen die Briten und die mit ihren verbündeten Irokesen, wobei eine Taktik der verbrannten Erde verfolgt wurde. In der Folge begann die europäische Besiedlung.
1792 wurden die Siedlungen Newtown, Wisnerburg und DeWittsburg zusammengefasst und 1808 in Town of Elmira umbenannt. Die wachsende Stadt entwickelte sich zum Zentrum für den Handel. Dieser wurde vor allem auf dem Wasserweg abgewickelt. Dazu wurde eine Reihe von Kanälen errichtet (Chemung Canal – 1833 fertiggestellt, Junction Canal – 1858 fertiggestellt), die an den Chemung River anschließen. Außerdem wurde die Gegend mit Eisenbahnstrecken erschlossen.
Während des Sezessionskrieges befand sich hier ein Kriegsgefangenenlager der Unionsarmee.
In Elmira, der Heimatstadt seiner Frau Olivia Langdon Clemens, befindet sich auf dem Woodlawn Cemetery das Grab von Samuel Langhorne Clemens alias Mark Twain. In Elmira erhalten ist außerdem ein achteckiger Gartenpavillon, den Mark Twain auf Besuchen bei seinen Schwiegereltern als Schreibstube nutzte.

## Söhne und Töchter der Stadt
- Charlie Baker (* 1956), Politiker der Republikanischen Partei, seit 2015 Gouverneur von Massachusetts
- Richard Blystone (1936–2018), Journalist
- Dan Caine (* 1968), General
- Frederick Francis Campbell (* 1943), römisch-katholischer Geistlicher, Bischof von Columbus
- Olivia Langdon Clemens (1845–1904), Ehefrau von Mark Twain
- Olivia Coffey (* 1989), Ruderin
- Eileen Collins (* 1956), Astronautin
- Stan Drulia (* 1968), Eishockeyspieler
- Dan Forrest (* 1978), Komponist
- Henry Friendly (1903–1986), Jurist
- Charles Tomlinson Griffes (1884–1920), Komponist
- Jason Butler Harner (* 1970), Schauspieler
- Lewis Henry (1885–1941), Politiker, für den Bundesstaat New York im US-Repräsentantenhaus
- Tommy Hilfiger (* 1951), Modedesigner
- Chad Lefkowitz-Brown (* 1989), Jazzmusiker
- Beth Phoenix (* 1980), Wrestlerin
- Jeanine Pirro (* 1951), TV-Persönlichkeit, ehemalige Richterin, Staatsanwältin und republikanische Politikerin
- Hal Roach (1892–1992), Filmproduzent, Regisseur und Schauspieler
- Edward Drake Roe (1859–1929), Mathematiker und Professor of Mathematics an der Syracuse University und Gründer von Pi Mu Epsilon
- Dan Rose (* 1947), Jazzmusiker
- Frances Rose, verheiratete Konrad (1875–1956), Opernsängerin
- Clara Tice (1888–1973), Avantgarde-Künstlerin, Illustratorin, Grafikerin, Bühnenbildnerin, Publizistin
- Joe Sempolinski (* 1983), Politiker (Republikanische Partei)
- Anna Lavinia Van Benschoten (1866–1927), Mathematikerin und Hochschullehrerin
- Bob Waterfield (1920–1983), Footballspieler und -trainer